# Eclipse solar de 16 de abril de 1893

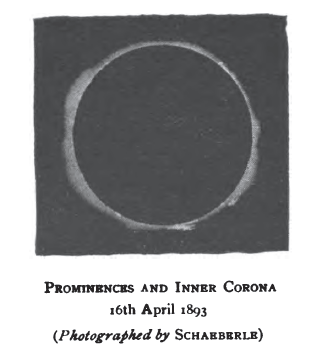
Registro da coroa, durante o eclipse.

O Eclipse solar de 16 de abril de 1893 foi uma cobertura total do sol pela lua que ocorreu no 16 de abril de 1893 e teve sua observação no Brasil acompanhada, entre outros, por uma comitiva da Royal Astronomical Society.

## A Royal Astronomical Society no Brasil
Uma vez no Brasil, os ingleses se deslocaram à então vila cearense de Paracuru onde se instalaram e receberam a visita de muitos curiosos, inclusive de astrônomos do Rio de Janeiro que para lá também se deslocaram a fim de registrar a coroa solar e tinham acampamento num sítio a alguns quilômetros dali.
Naquela posição (Lat.: 3.4641° S - Long.: 39.2871° W) a cobertura do sol teve uma duração de 4m35,5s, seu ponto máximo ocorreu às 14:17:22,3 (UT), (iniciada em 14:15:04.7 e terminando 14:19:40.3) com altitude de 75.4° e azimute de 019.3°.

### Registros fotográficos
A passagem dos ingleses foi toda registrada por um dos pioneiros da fotografia, Sir John Benjamin Stone.

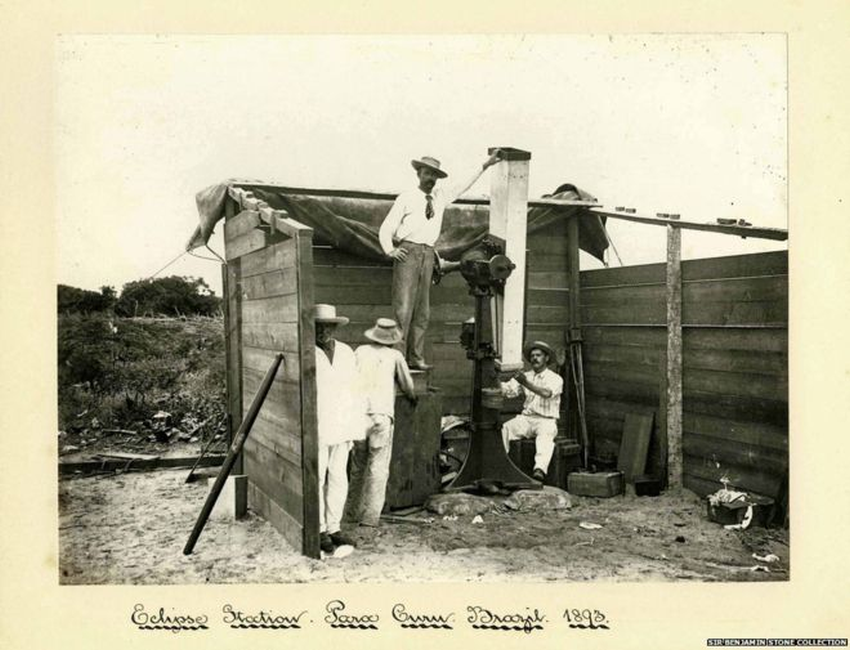
A estação inglesa sendo preparada.
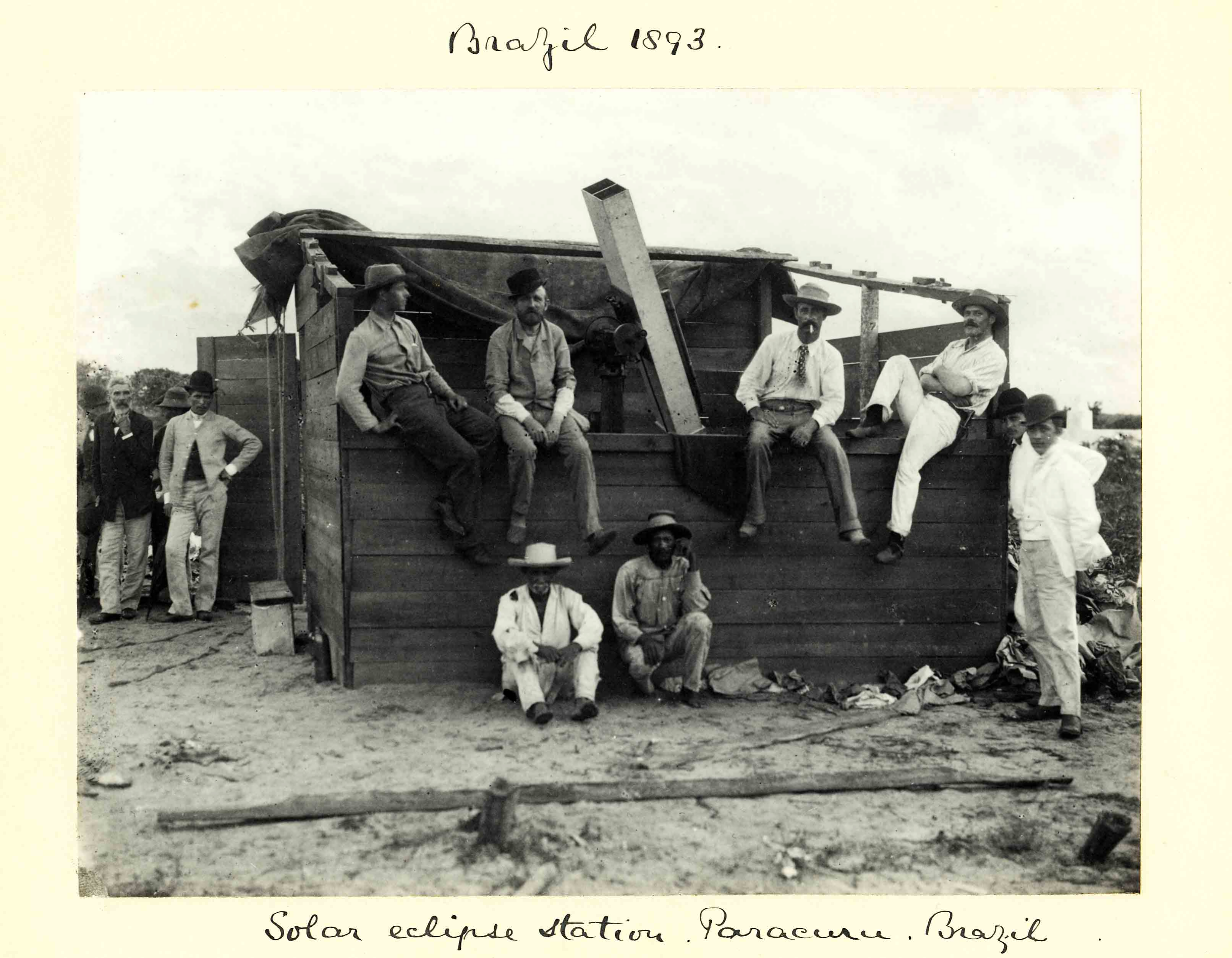
A estação, concluída.
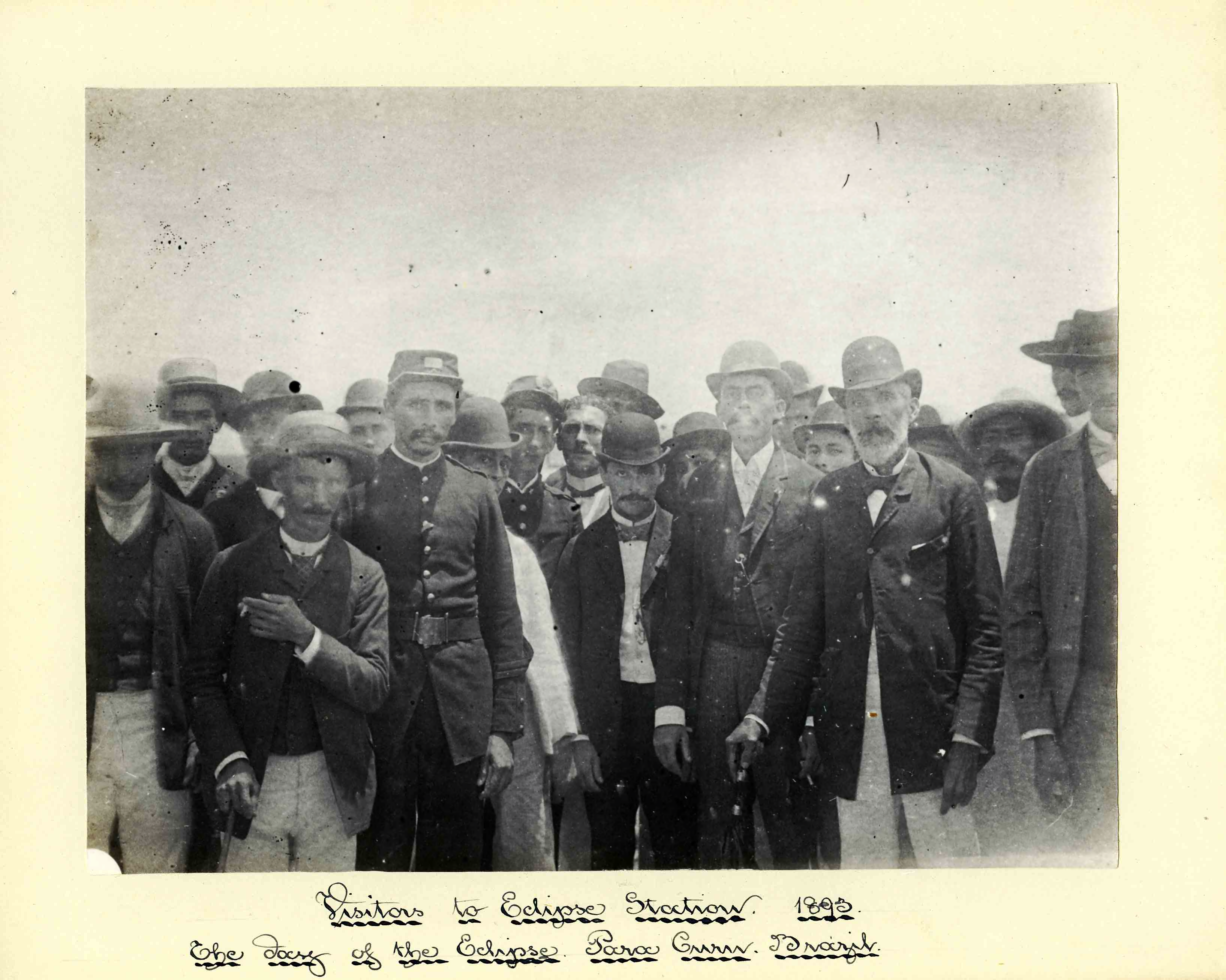
Brasileiros visitam os estrangeiros.
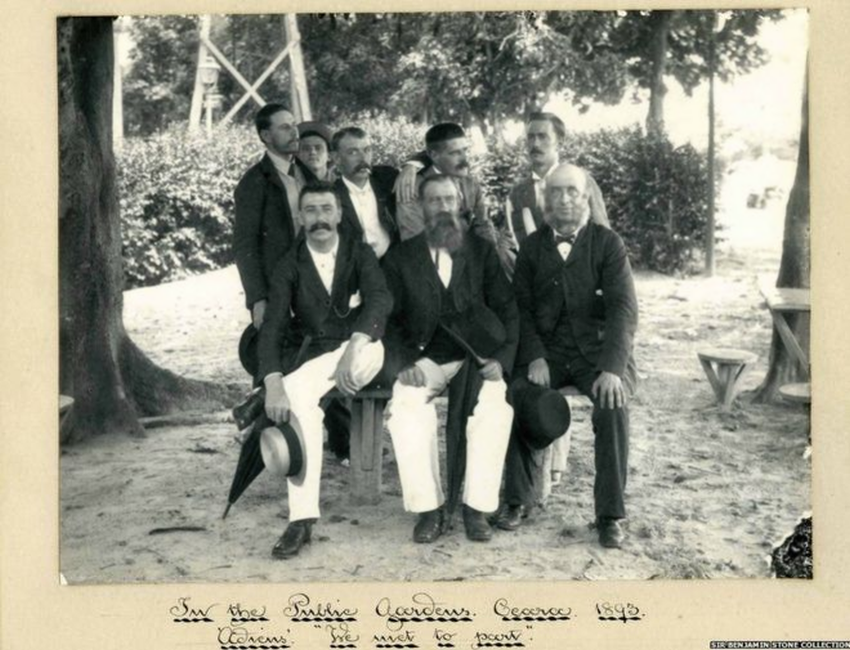
Os ingleses posam, em Paracuru.

## Participação oficial brasileira

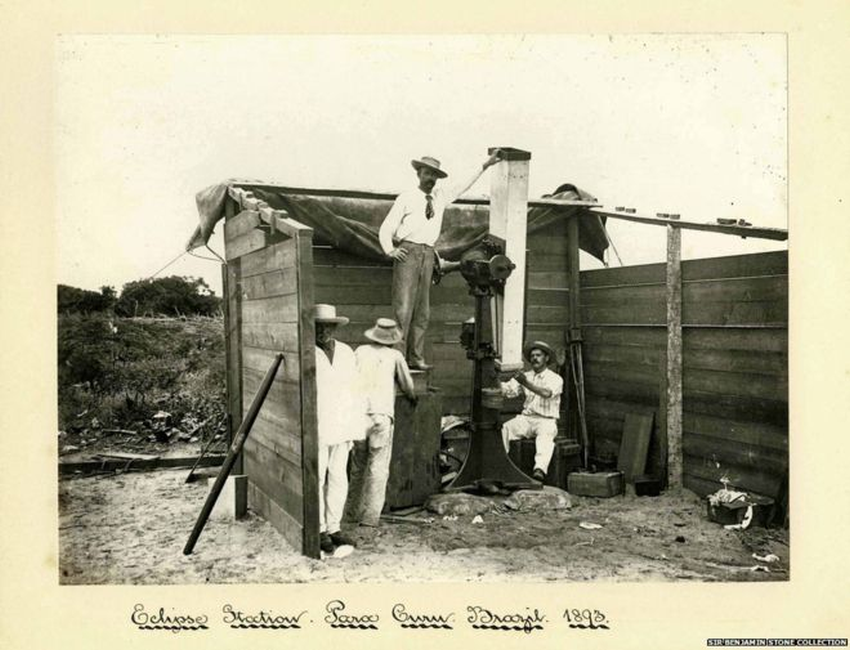
Equipe inglesa monta a estação de observação.

Em fevereiro de 1893 o Ministro da Guerra oficiara ao Ministro da Marinha no sentido de disponibilizar uma embarcação que fizesse o transporte pedido pelo diretor do Observatório do Rio de Janeiro para ir ao Ceará, a fim de registrar o fenômeno; a imprensa cogitava que a Marinha deveria deslocar um de seus cruzadores para tal tarefa.
Os ingleses chegaram ao Ceará no dia 16 de março, numa comissão composta por doze membros; a comissão brasileira, contudo, só foi nomeada no dia seguinte, e seria composta pelo astrônomo do Observatório do Rio, Henrique Merize, chefiando a missão; o tenente Alípio Gama, o assistente do observatório Guilherme Calheiros da Graça Filho, o auxiliar farmacêutico do exército Alfredo Jose Abrantes e o artista mecânico do observatório, Eduardo Chartier.
No dia 12 de abril o Jornal do Brasil informava aos seus leitores que no Rio de Janeiro o eclipse seria visto parcialmente, com cerca de 6/10 do Sol encobertos. No dia 17 - após o eclipse, portanto - o mesmo jornal reproduzia a nota da chegada a Fortaleza dos observadores brasileiros que para lá se deslocaram, publicada pelo jornal cearense A República, dizendo que foram no navio a vapor "Alagoas" (e não um navio da marinha, portanto); dizia tal nota que os integrantes da comissão (cuja lista repetia aqueles nomes acima) partiriam dentro de dois dias a Paracuru onde já estava a comitiva inglesa.
No dia 19 um telegrama era, com atraso, reproduzido pelo Jornal do Brasil: "Ceará. Fortaleza, 17 de abril (retardado) Foi ontem perfeitamente observado o eclipse total do sol. As observações da comissão inglesa Paracuru favorecidas por excelentes condições do tempo, deram ótimo resultado. Pompeu".
Foi apenas a 24 de abril que o Jornal do Brasil, transcrevendo mais uma vez o que fora publicado no "A República" do dia 17 sobre o eclipse, reproduzindo toda a narrativa: "...Dentro do instante previsto tivemos ontem o nosso eclipse; nosso porque nem todos lograram de tão glorioso e grato espetáculo(...)".
Enquanto os estrangeiros estavam em Paracuru, os brasileiros se instalaram em Pirocaia, hoje na região urbana de Fortaleza.

## Registro cearense
Continuando sua narrativa, "A República" dava conta de que o engenheiro irlandês morador de Fortaleza, Patrick O'Meara, procedera à observação do fenômeno, acompanhando os trabalhos dos ingleses e de amadores locais.
A nebulosidade impediu a plena observação do fenômeno aos que ficaram na capital; mesmo assim o Sr. G. Boris efetuara seis fotografias instantâneas do eclipse; em diversos pontos da cidade foram mensuradas as mudanças de temperatura, que ficou entre 26 a até 20 graus; as pessoas todas saíram às ruas para acompanhar, ao passo em que as aves se recolheram aos poleiros para dormir e os morcegos saíram para suas atividades, tendo de retornar em seguida, confusos com a rápida volta da luz.